# Wanda Panfil
Marianna Wanda Panfil-González, född den 26 januari 1959, är en polsk före detta maratonlöpare.
Panfils främsta framgångar är i maraton där hon 1991 vann VM-guld. På meritlistan finns även segrar vid London Marathon, Boston Marathon och New York Marathon. 
Två gånger deltog hon i OS (1988 och 1992) men slutade som bäst 22:a 1992 i maraton. Panfil utsågs 1990 och 1991 till Polens främsta idrottare.